# Ducat (monedă)

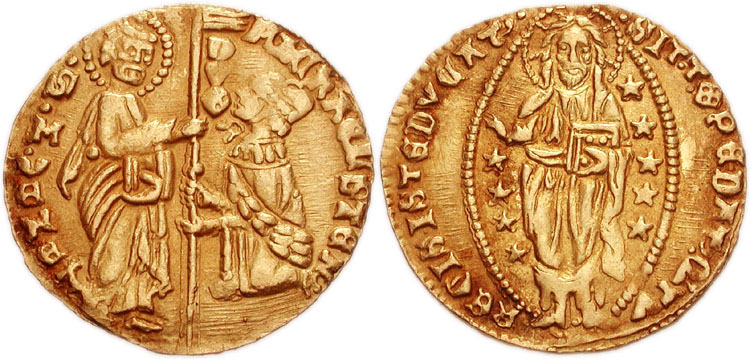
Ducat din aur emis de dogele Michele Steno (1400-1413): Revers: Sfântul Marcu îi încredințează dogelui îngenuncheat drapelul; stânga: S(anctus) M(arcus) VAN[g]E[lis]T[a] dreapta: MICAEL STEN; avers: Hristos din față, binecuvântează cu Evanghelia. Circular, SIT T[ibi] XPE (Christe) DAT[us] Q[uem] T[u] REGIS ISTE DVCAT[us] Ducatul avea diametrul de 21mm și cântărea 3,50 grame, de 24 de carate

Ducat este numele unor monede, fie din argint, fie din aur, care au fost emise în diferite țări din Europa, începând din Evul Mediu până la începutul Primului Război Mondial. Primii ducați au fost emiși în Italia.

## Etimologie
Denumirea monedei provine de la inscripția latină circulară aflată pe avers: „Sit tibi Christe datus quem tu regis iste ducatus”.
Cel mai adesea, se vorbește despre „ducat” atunci când se evocă moneda de aur emisă de dogele Veneției, doge semnificând, de altfel, „duce” în dialectul venețian al limbii italiene.

## Istorie
Pentru prima oară, ducatul de aur a fost bătut în 1284, după modelul florinului florentin; avea greutatea de 3,60 grame, din care 3,495 grame de aur fin, iar diametrul său era de circa 20 de milimetri. Orașelor Toscanei le revine astfel întâietatea emiterii monedelor de aur, care, practic, nu mai fuseseră emise în Occident, de la începutul secolului al VIII-lea.
Marsilia ceruse regelui Franței aprobarea de a emite monede de aur, imitând monede arabe și bizantine. Însă, Ludovic al VIII-lea, probabil nefiind sigur de mijloacele necesare gerării unei asemenea întreprinderi pe termen lung, nu și-a dat consimțământul la demararea acestei politici considerate prea îndrăznețe.
Orașele Toscanei, ingenioase și comerciale, în Evul Mediu, iau inițiativa, Pisa, în 1252, apoi Florența, în anul următor.
Acest demers este relativ târziu în Veneția, probabil întrucât datorită comerțului său exterior, Veneției nu-i lipseau banii lichizi, având la dispoziție instrumente de plată care aveau curs în Orientul Mijlociu.
Moneda florentină (florinul), destinată comerțului îndelungat, era atât de bine echilibrată și adaptată funcției sale încât a fost imitată peste tot.
În 1543, ducatul de aur venețian și-a schimbat denumirea, dar nu și forma, când monetăria orașului, „Zecca”, a hotărât să emită o monedă mare de argint (de 23,4 grame), curând denumită ducato; de la aceeași dată, ducatul de aur venețian a primit numele de țechin, în italiană zecchino, derivat al cuvântului zecca, „monetărie”. 
Spre anul 1750, ducatul valora 8 livre de 20 de sous. Țechinul valora 22 de livre, dar ducații de argint erau folosiți pentru ținerea conturilor publice ale Serenissimei.

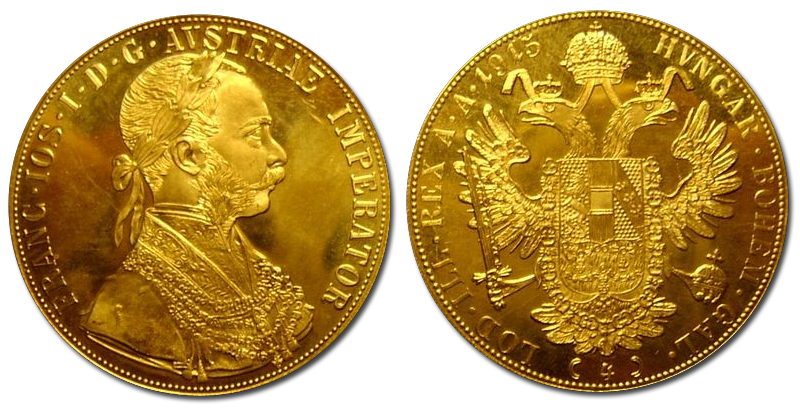
4 ducați de aur; avers: Franz Iosif, bust spre dreapta, cap laureat, circular: FRANC•IOS•I• D•G• AVSTRIAE IMPERATOR; revers:vulturul bicefal încoronat, cu stema Austriei pe piept, circular: HVNGAR•BOHEM•GAL• LOD•ILL•REX•A•A•1915

După căderea Republicii Venețiene și intrarea acesteia în componența Imperiului Romano-German, devenit apoi Imperiul Austriac, ducatul de aur venețian (țechinul) a continuat să fie emis sub împăratul Francisc I. Monedele și-au păstrat tipurile vechilor țechini, regele îngenunchind în fața Sfântului Marcu, care îi oferă drapelul, iar pe avers, Hristos este, în continuare, prezentat în interiorul unei migdale înstelate.
Împărații Ferdinand I și Franz Iosif au dispus emiterea ducaților de aur cu efigiile lor pe avers, iar vulturul bicefal încoronat și scutul cu stema Austriei, pe pieptul păsării, pe reversul monedei.
Ultimii ducați de aur austrieci au fost emiși în 1915. Sunt identici cu ducații emiși la Veneția, în 1864 - 1865.

## Ducat de argint

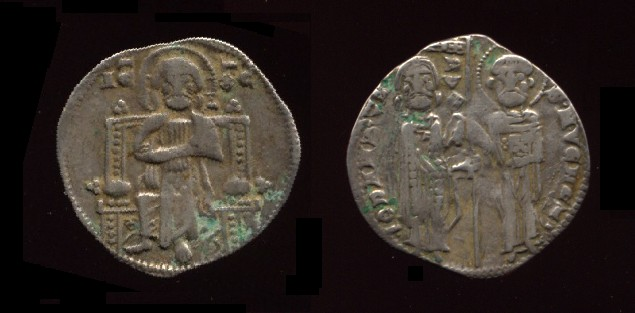
Giovanni Dandolo (1280-1288): „Matapan”; avers: Hristos așezat pe tron, IC-XC; revers: •IO•DANDVL' •S:M•VENETI, Sf. Marcu încredințează drapelul dogelui. DVX vertical, între cei doi

Ducatul de argint era denumirea unui gros emis la Veneția pentru prima oară de dogele Enrico Dandolo, în 1202. Acești ducați din argint au fost numiți, mai târziu, Matapan. Pe aversul monedei este gravată imaginea lui Hristos așezat pe tron, iar pe reversul monedei, în dreapta, Sfântul Marcu îi încredințează drapelul dogelui (ducelui). Vertical, între cei doi, se poate citi cuvântul DVX.
Ducați de argint au mai fost bătuți și la Neapole, alături de cei de aur.

## Ducat de aur
Ducatul de aur era o monedă asemănătoare florinului din Florența, emisă pentru prima oară în 1284 de către dogele Veneției Giovanni Dandalo (1280-1288) și care, a fost cunoscut apoi, sub denumirea de  țechin. Ducatul de aur din Veneția valora 2 lire venețiene și 8 soldi.
Ducatul venețian îl prezenta, în dreapta, pe doge care era îngenuncheat în fața Sfântului Marcu, iar pe avers era gravată imaginea lui Hristos, prezentat în interiorul unei migdale înstelate, și inscripția: Sit tibi Christe datus quem tu regis iste ducatus. Moneda din aur de 24 de carate cântărea 3,44 game.
Cu aceeași valoare intrinsecă și cu același tip, a fost emis până la căderea Republicii Venețiene.
Cu timpul, denumirea ducatului a fost luată și de alte monede similare emise de alte autorități: ducatul papal, ducatul imperial, ducatul din Milano, ducatul din Rodos, ducatul din Savoia, ducatul Urbino.

### Ducați emiși în alte state italiene
În Italia preunitară, ducatul era una dintre monedele Regatului celor Două Sicilii. Ducatul era împărțit în 10 carlini, fiecare carlino era împărțit în 10 grani, fiecare grano în 2 tornesi, iar fiecare tornese era divizat în 6 cavalli. Existau multipli din aur și fracțiuni ai ducatului din argint.

### Alte țări

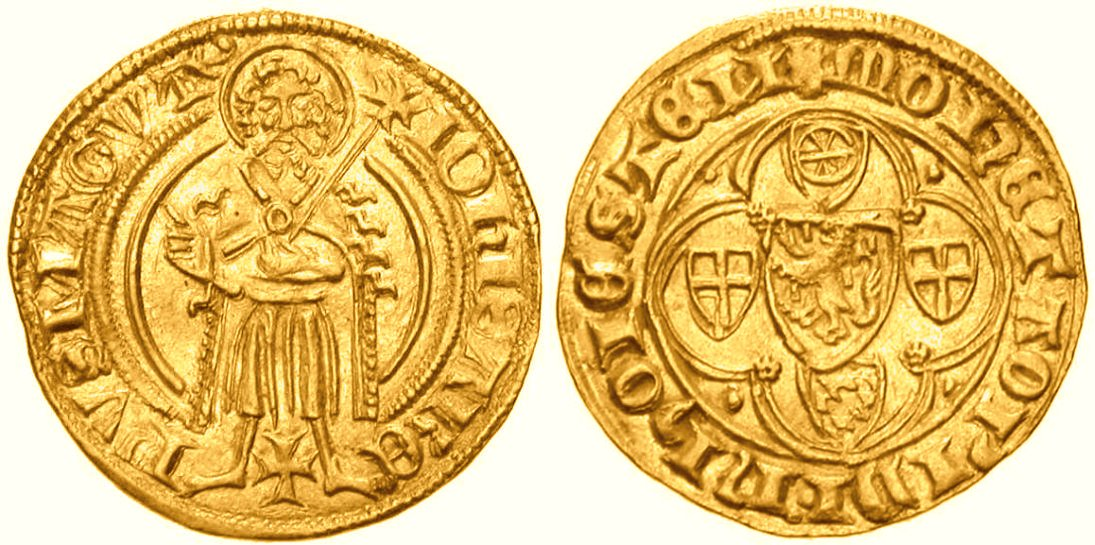
Avers: Sfântul Ioan Botezătorul cu crucea. Circular: IOH IS AREPVS MAGVT; revers: trifoi în patru foi; în centru, stema Nassau, iar în arcuri scuturile (stemele) principatelor Mainz, Köln, Trier și Bavaria Palatinat; circular: MONETA OP[p]IDI IN HOIESTEN

De la Veneția ducatul s-a difuzat și a început să fie utilizat în întreaga Europă. Cântărea 3,5 grame, din aur având titlul de 986‰. 
În Germania ducatul a fost introdus în 1559 ca monedă imperială, iar în 1857 a fost abolit de Zollverein (Uniunea vamală).
În Scoția, au existat două monede de aur cu acest nume. Prima a fost emisă de Regele Iacob al V-lea al Scoției; a avut o valoare de 40 șilingi, adică 2 lire sterline scoțiene. Cântărea 5,7 grame, fiind emiși din aur de 23 de carate. În 1539, a fost bătută a treia monedă a lui Iacob. A fost prima monedă scoțiană care purta milesimul 1539. Monedei i se spunea bonnet, după boneta care îi acoperea capul regelui în efigia de pe monedă. Pe lângă ducat, au fost emise monede de două treimi și de o treime de ducat.
Alți ducați scoțieni au fost emiși sub Iacob al VI-lea, în 1580, având o greutate de 6,08 grame, din aur de 21 de carate.
Multe alte autorități europene au emis ducați, inclusiv zeci de state germane și Austria. Numele de ducat a fost folosit până la începutul secolului al XX-lea. Au fost emiși și multipli de ducați.
Emisiuni de ducați au continuat și după Primul Război Mondial. Chiar și acum, unele monetării europene produc serii de ducați, după modelul vechilor monede, iar băncile vând astfel de monede, în calitate de lingouri, pentru investitori sau colecționari, însă fără ca aceste monede să poată fi folosite ca mijloace de plată.

## State în care au fost bătuți ducați

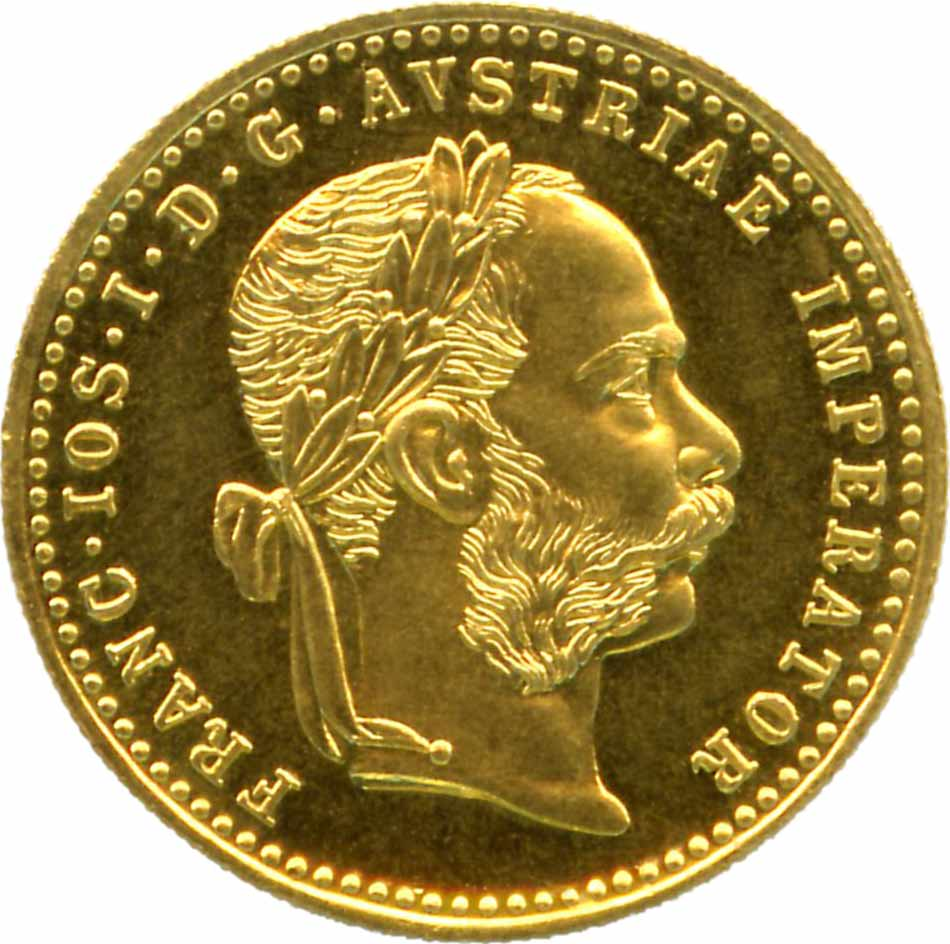
Ducat din aur emis în Austria, sub Franz Iosif I, la începutul secolului al XX-lea; avers: cap laureat, spre dreapta; circular: FRANC•IOS•I•D•G•AVSTRIAE•IMPERATOR

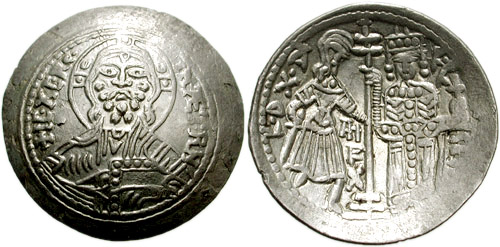
Ducat din argint emis sub Roger II al Siciliei, la monetăria din Palermo, (24mm, 2.28 g). Datat în anul 10 al domniei (1140 d. C.); avers: +IC XC RC IN ÆTRN, bust al lui Hristos, din față, cu Evanghelia în mână; revers: R•R SLS, regele Roger și, R•DX•AP, Ducele Roger (fiul lui Roger al II-lea) în picioare, cu fața, țin o cruce între ei, AN R X de-a lungul crucii. Ca și monedele bizantine numite Hyperpyron, acești ducați sicilieni sunt convecși-concavi, pentru a se împiedica falsificarea lor.

- Austria: Monetăria austriacă a emis monede de 1 ducat și de 4 ducați, până în 1915. De atunci, în Austria se emit ducați (copii fidele) care imită vechile monede devenite celebre în rândul investitorilor și în rândul colecționarilor.
- Imperiul Bizantin: Bizantinii au emis propriile lor versiuni de ducați, cunoscuți sub numele de basilikon.
- Cehia
- Danemarca
- Elveția: După unificarea Elveției, aceasta a emis ducați. Cei mai cunoscuți ducați elvețieni sunt cei bătuți la Zürich.
- Germania: mai multe orașe germane, state și principate au emis ducați, înainte de 1871.
  - Augsburg
  - Bavaria Palatinat
  - Hamburg; mai multe orașe hanseatice au emis ducații lor.
  - Köln
  - Mainz
  - Saxonia
  - Trier
- Italia.
  - Ducatul de Milano
  - Statele Papale
  - Ducatul de Savoia
  - Regatul celor Două Sicilii
  - Ducatul Urbino
  - Republica Veneției
  - Republica Genova
- Regatul Iugoslaviei
  - Regatul Serbiei
- Polonia

- România Pe teritoriul actual al României, au fost emiși ducați în Transilvania, în Țara Românească și în Moldova.
  - Transilvania: Principii transilvani Cristofor Báthory[11], Sigismund Báthory[12], Mihai Viteazul[13], Gabriel Báthory[14], Katharina Bethlen[15], Gheorghe Rákóczi I[16], Gabriel Bethlen[17][18], Mihai Apafi I[19], Acațiu Borcsai au emis ducați din aur și din argint.[20] Ducații emiși de principii Transilvaniei au fost bătuți în monetăria de la Alba Iulia. În timpul războiului curuților principele Gheorghe Rakoczi al II-lea a emis ducați de aur în Monetăria din Baia Mare (1705).

Ducat de argint emis de Mihail I.

Monedele emise sub principele Acațiu Barcsai (1619-1661) sunt foarte rare întrucât domnia sa a fost scurtă (1658-1660), au fost bătute doar monede de valori foarte mari, iar întreaga emisiune a fost folosită pentru plata datoriei față de Poarta Otomană.

În anul 1602 orașul Brașov a primit de la Sigismund Báthory privilegiul de a bate monedă. Emiterea de monedă în Brașov începuse deja în 1601, pe revers fiind gravată stema orașului. După o pauză de 10 ani, în timpul luptelor dintre Gabriel Bathory și Radu Șerban, emiterea de monede la Brașov a fost reluată în 1612 - 1615. Au fost emiși ducați, la Brașov, în 1612 și în 1613.
- - Țara Românească: Voievozii români Vladislav I[23], Dan I[24], Mircea cel Bătrân[25] [26][27][28][29],Mihail I și Vladislav al II-lea[30] au emis ducați[31] de argint. I-a fost atribuită și lui Vlad Țepeș emiterea unui ducat de argint, atribuirea fiind contestată de unii cercetători.[32] Constantin Brâncoveanu a emis ducați de aur în anul 1713.[33] Acest fapt a fost unul din capetele de acuzare aduse voievodului muntean de Sublima Poartă, baterea de monedă purtând efigia domnitorului a fost considerată drept „un semn de independență”.[34]
  - În Moldova, Despot Vodă a emis, între alte monede, ducați de aur.[35]

- Rusia a imitat ducați olandezi, ca urmare a popularității acestora. Este vorba de monedele de aur rusești cunoscute sub numele de cervoneți. De asemenea, aici au fost emise cantități mici de ducați proiectați în Rusia.

- Scoția

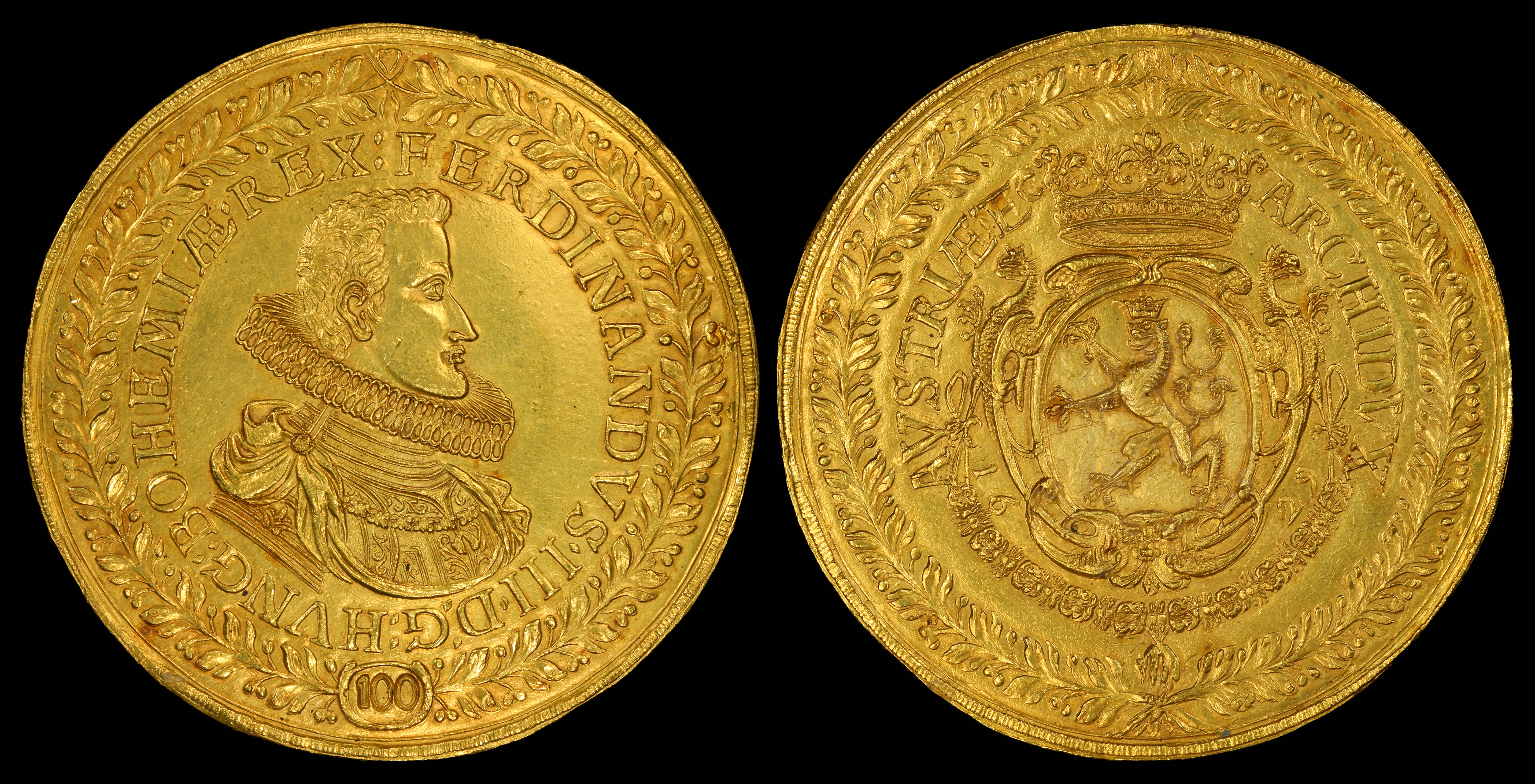
Piesă de 100 de ducați emisă sub Ferdinand al III-lea, în anul 1629. Avers: circular (începând de sus) FERDINANDVS•III•D•G:HVNG:BOHEMIÆ•REX:; central, bust spre dreapta; în exergă: 100; revers, circular: AVSTRIÆ [coroană] ARCHIDVX; 1629; central: stemă încoronată: leu rampant, încoronat, spre stânga.
National Numismatic Collection, National Museum of American History.

- Slovacia, la Kremnica (în germană Kremnitz, iar în maghiară Körmöcbánya).
- Spania, inclusiv posesiunile sale, Flandra, Regatul Neapolelui și Americile.
- Suedia
- Țările de Jos au emis ducați de aur și de argint, din anul 1589.

- Ungaria: 

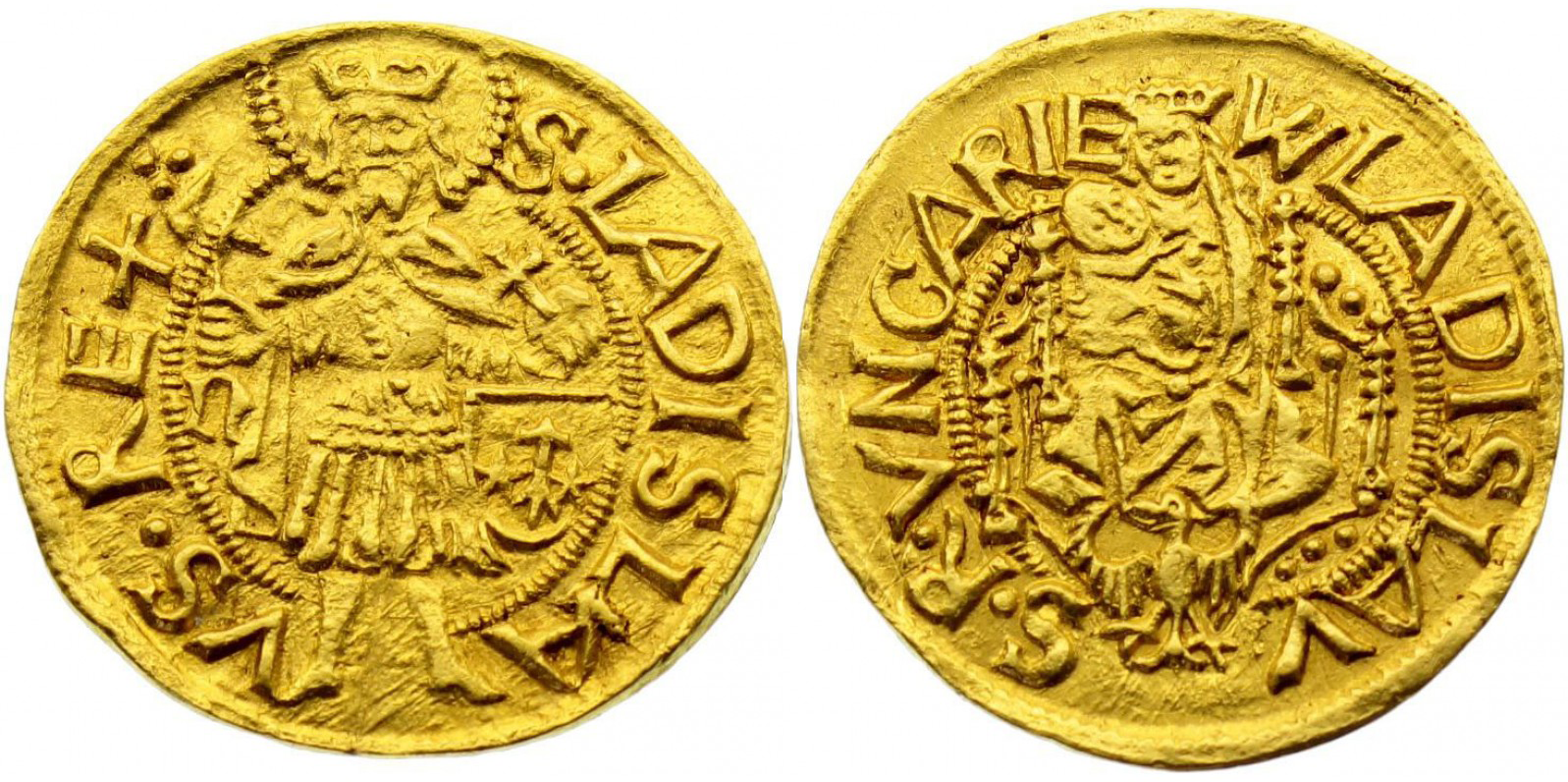
Ducat de aur, bătut, sub Vladislav al II-lea al Ungariei, la Monetăria din Baia Mare, de către maestrului monetar Bartolomeu Drágfi de Beltiug. Avers: Fecioara Maria cu Pruncul Isus. Circular, în latină WLADISLAV S.R. VNGARIE. Revers: Efigia încoronată și nimbată a Sfântului Vladislav Regele Ungariei, care ține în mână un topor de luptă de cavalerie și un globus cruciger, deasupra semnului monetar "n", precum și stema maestrului monetar Bartolomeu Drágfi de Beltiug, voievod al Transilvaniei; circular, în latină:S. LADISLAVS REX.. Greutatea monedei: 3.54 grame (Au), diametrul monedei: 22 mm.

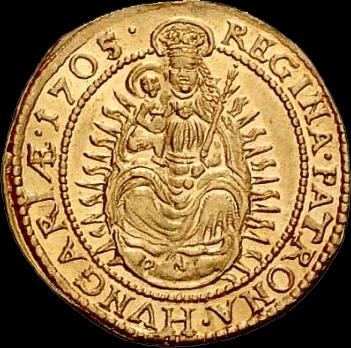
Ducat de aur bătut la monetăria din Baia Mare (1705); revers, central: Fecioara Maria, așezată pe un Tron Ceresc, încoronată Regină a Cerului și a Pământului, a îngerilor și a oamenilor, cu Pruncul Isus în brațe, ține un sceptru în mâna stângă; Pruncul Isus ține în mâna dreaptă un globus cruciger; pe marginea monedei, circular, este gravat textul în latină: REGINA·PATRONA·HVNGARIÆ·1705·

  - La 1491, sub Vladislav al II-lea, au fost bătuți, la monetăria din Baia Mare, ducați de aur, de către meșterul monetar Bartolomeu Dragfi de Beltiug, Voievod al Transilvaniei.
  - La 1705, sub Francisc Rákóczi al II-lea, au fost bătuți, la monetăria din Baia Mare, ducați de aur.

Monetării maghiare au emis monede comemorative de 2, 3, 4 și 6 ducați.